# Stage One
Stage One — дебютный альбом известного регги-исполнителя Шон Пола (Sean Paul). Его релиз состоялся 28 марта, 2000 года. Альбом стартовал на #109 позиции с 8,982 проданными копиями за первую неделю. Мировые продажи альбома составляют всего 350,000 копий.

## Список композиций
1. «Mental Prelude» — 0:47
2. «She Want It» — 2:56
3. «Infiltrate» — 3:29
4. «Nicky (Skit)» — 1:24
5. «Haffi Get De Gal Ya (Hot Gal Today)» — 3:15
6. «Real Man» — 3:06
7. «Dutty Techniques (Skit)» — 0:29
8. «Check It Deeply» — 3:35
9. «Mek It Go So Den» — 3:25
10. «Examples Of Things Not To Do In Bed (Skit)» — 1:03
11. «Deport Them» — 3:08
12. «Tiger Bone» — 2:52
13. «Faded» — 3:02
14. «Definite» — 3:10
15. «Shineface (Skit)» — 0:33
16. «Disrespect» — 3:15
17. «Sound The Alarm» — 3:27
18. «Uptowners (Skit)» — 1:03
19. «No Bligh» — 3:43
20. «Slap Trap» — 3:17
21. «Strategy» — 3:23
22. "A Word From The Honourable Minister (Skit) — 0:19
23. «Next Generation» — 3:43
24. "You Must Loose — 3:25
25. «Outro» — 3:19

## Чарты
| Чарт                   | Позиция |
| Billboard Top 200      | 109     |
| Top R&B/Hip-Hop Albums | 55      |